# Gary Prado Salmón

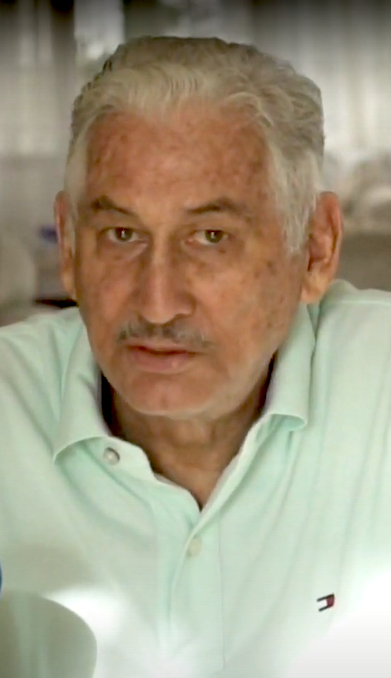
Gary Prado Salmón

Gary Augusto Prado Salmón (Roma, 15 de novembro de 1938 - Santa Cruz de la Sierra, 6 de maio de 2023) foi um soldado e diplomata boliviano.

## Biografia
Prado Salmón nasceu em 15 de novembro de 1938 em Roma, então Reino da Itália. Seu pai, Julio Prado Montaño, também militar, estava fazendo um curso de treinamento na Itália, e o início da Segunda Guerra Mundial o obrigou a voltar para a Bolívia.
Completou seus estudos primários em Cochabamba e Vallegrande, e os secundários em La Paz e Londres. Em 1954 ingressou no Colégio Militar, obtendo em 1958 a patente de alferes de cavalaria.
A família Prado Salmón estabeleceu-se em Santa Cruz de la Sierra. Ele recebeu treinamento militar nos Estados Unidos e foi capitão de um destacamento de Rangers que capturou Che Guevara perto de La Higuera em 9 de outubro de 1967. Ele deu a Che dois cigarros Astoria, que Guevara fumou em seu cachimbo. Che deu a ele dois Rolex Oyster Perpetuals. Ele não estava presente na execução no dia seguinte.
Em 4 de julho de 1974, Gary Prado Salmón e Raúl López Leyton enviaram o regimento motorizado "Tarapacá" a La Paz e exigiram a democratização do regime de Hugo Banzer Suárez e a punição dos altos funcionários que haviam enriquecido. O movimento morreu e os protagonistas foram para o exílio e os militares silenciosamente voltaram ao exército.
De 24 de novembro de 1978 a 19 de novembro de 1979, Gary Prado Salmón foi Ministro do Planejamento e Coordenação do governo de David Padilla.
Em 1981, Salmón foi atingido por um tiro acidental e ficou em uma cadeira de rodas.
De 1990 a 1993, foi embaixador da Bolívia na Grã-Bretanha e, de 2000 a 2002, foi embaixador no México.
Gary Prado Salmón foi um protagonista do movimento separatista departamental de Santa Cruz. A justiça boliviana o acusou de conspirar com o mercenário Eduardo Rózsa para derrubar Evo Morales.
Em 6 de maio de 2023, morreu na cidade de Santa Cruz, na Bolívia.